# 안산청소년비행예방센터
안산청소년비행예방센터 또는 안산청소년꿈키움센터는 지역사회 청소년의 비행을 예방하고 이들의 건전한 성장을 도모하기 위하여 설립된 대한민국 법무부 서울소년분류심사원 소속기관으로 안산청소년비행예방센터장(4급)은 서기관으로 보한다. 경기도 안산시 상록구 순환로 565에 있다.

## 연혁
- 2007년 10월 12일 안산청소년비행예방센터 개청[1]

## 조직

### 안산청소년비행예방센터장
- 교육지원과
- 교육운영과
- 연구개발과